# 茲拉蒂察市鎮
42°43′01″N 24°07′59″E / 42.717°N 24.133°E
茲拉蒂察市鎮，是保加利亞西部索菲亞州的市鎮，行政中心为茲拉蒂察，面積163.31平方公里，2011年人口5,837，人口密度每平方公里35.74人。